# Клишта, Алла
Алла Клишта (род. 1985 или 1986, Украина — апрель 2019, Руст, Германия) — украинская танцовщица в стиле «оригинальный жанр», полуфиналистка 3 сезона шоу «Украина имеет талант» и участница аналогичных шоу в Румынии (2019) и Германии (2010), рекордсмен книги рекордов Украины (2011).

## Участие в талант-шоу и рекорд
В 2010 танцовщица участвовала в немецком шоу «Germany’s Got Talent».
В начале 2011 года приняла участие в украинской версии проекта «Украина имеет талант», где успешно преодолела отбор и заняла третье место в первом полуфинале, уступив 1 голос жюри паркур-коллективу «Ds-Dynamics».
В том же году в Украине Аллой Клиштой был установлен рекорд — одновременное вращение 102 «хула-хупов» с общим весом около 20 килограмм.
В 2019 году Клишта приняла участие в Румынской версии шоу «Românii au talent».

## Личная жизнь
- Несколько лет, начиная с 2011 года было известно об отношениях с финалистом 2 сезона шоу «Танцуют все!» Евгением Карякиным[10][11].
- В июне 2019 года агентство «РБК-Украина» опубликовало совместные фото танцовщицы с уроженцем Гаваны Рейди Йоаном (Реем)[12].

## Исчезновение и убийство
В конце апреля 2019 коллеги Аллы заявили об исчезновении танцовщицы из-за неявки на запланированное выступление на шоу «Night Beat Angels» во Франкфурте с последующим игнорированием звонков.
18 мая 2019 полицией Германии было найдено тело танцовщицы в реке Рейн недалеко от города Руст, однако известно об этом стало лишь 28 мая из поста одной из победительниц шоу «Танцуют все!» — Натальи Лигай. По предварительной версии, выдвинутой Daily Mail, в качестве подозреваемого в убийстве проходит бывший возлюбленный танцовщицы — Рейди Иоанн Арготе Фриас, также являющийся её партнёром по выступлениям.
По сообщению множества источников, на момент гибели Клиште было 33 года.